# Park Seong-su
Park Seong-su (kor. 박성수; * 12. Mai 1996) ist ein südkoreanischer Fußballtorhüter.

## Karriere
Park Seong-su erlernte das Fußballspielen in der Schulmannschaft der Daewol Middle School und den Jugendmannschaften des Hanam FC und des Jingeon KJ FC. 2015 ging er nach Japan und unterschrieb einen Vertrag beim Ehime FC. Der Verein aus Matsuyama, einer Stadt in der Präfektur Ehime auf der Insel Shikoku, spielte in der zweithöchsten Liga des Landes, der J2 League. Die Saison 2020 war er an den Zweitligaabsteiger FC Gifu nach Gifu ausgeliehen. Für Gifu absolvierte er 13 Drittligaspiele. Nach Vertragsende in Ehime wechselte er im Februar 2021 wieder nach Südkorea. Hier unterschrieb er einen Vertrag beim Daegu FC. Der Verein aus Daegu spielte in der ersten südkoreanischen Liga, der K League 1. Dort kam er jedoch nur in einer Partie der AFC Champions League gegen den United City FC (4:0) zu einem zehnminütigen Einsatz und es folgte im Anfang 2022 der Wechsel zum heimischen Zweitligisten FC Anyang. Die Saison 2024 spielte er wieder in Japan. Hier nahm ihn der Drittligist FC Ryūkyū. Für den Verein aus der Präfektur Okinawa bestritt er drei Ligaspiele. Nach Vertragsende war er von Januar 2025 bis Ende März 2025 vertrags- und vereinslos. Ende März 2025 nahm ihn der südkoreanische Drittligist FC Mokpo aus Mokpo unter Vertrag.